# Wissenschaftsjahr 1526
Liste der Wissenschaftsjahre

◄◄ | ◄ | 1522 | 1523 | 1524 | 1525 | Wissenschaftsjahr 1526 | 1527 | 1528 | 1529

Weitere Ereignisse
Dieser Artikel behandelt das Wissenschaftsjahr 1526.

## Ereignisse

### Biowissenschaften

#### Biologie

##### Botanik
- Gonzalo Fernández de Oviedo y Valdés veröffentlicht 1526 in Toledo das Werk Sumario de la natural historia de las Indias. Das Buch bietet eine detaillierte Beschreibung der Flora und Fauna der Neuen Welt und gibt Einblicke in die Geographie und die indigenen Völker der damals bekannten Gebiete, darunter die Inseln Hispaniola und Kuba sowie Teile Panamas.[1][2]
- Peter Treveris veröffentlicht in England das Buch The Grete Herball (eine Übersetzung von Le Grant Herbier). Es handelt sich um das erste illustrierte Kräuterbuch in englischer Sprache, das die medizinischen Eigenschaften von Pflanzen detailliert beschreibt. Ihm ging Richard Banckes unillustriertes Buch Herball aus dem Vorjahr voraus, das das erste gedruckte englische Kräuterbuch überhaupt war.[3]

#### Medizin
- 5. Dezember: Paracelsus wird in Straßburg Mitglied der Zunft Zur Lutzerne guild.[4][5]
- Paracelsus klassifiziert Zink als Metall.[6]
- Das Feldbuch der Wundarzney von Hans von Gersdorff, erstmals 1517 erschienen, erlebt 1526 eine zweite Auflage bei Johannes Schott in Straßburg.[7]
- In Basel wird von Andreas Cratander das Buch Hippocratis Coi medicorum omnium longe principis, opera: quibus maxima ex parte annorum circiter duo millia Latina caruit lingua herausgegeben.[8] Es handelt sich um eine Sammlung der Werke des Hippokrates, die bisher nicht in lateinischer Übersetzung vorlagen. Die Basler Ausgabe folgt der Erstausgabe, die 1525 in Rom von Francesco Minizio Calvo veröffentlicht wurde.[9]

### Geisteswissenschaften

#### Pädagogik
- Philipp Melanchthon gründet in Nürnberg das erste Gymnasium, das später nach ihm benannte Melanchthon-Gymnasium Nürnberg. Neben der Leitung der Schule übernimmt Joachim Camerarius, ein Freund Melanchthons, das Griechisch-Lehramt, Helius Eobanus Hessus die Lehre der römischen Dichterliteratur, Michael Roting die Schulung in der lateinischen Rhetorik und Dialektik, sowie Johannes Schöner die Lehre der Mathematik. Am 22. Mai 1526 werden alle Bürger über die Einrichtung der neuen Schule informiert. Sie wird im ehemaligen Kloster am Egidienberg untergebracht, dessen Schottenmönche 1525 ausgezogen sind und in dem auch schon die Lateinschule St. Egedien ihren Sitz hatte. Der Rat der Stadt Nürnberg fordert die Bürger auf, begabte Kinder auf Kosten der Stadt dorthin zu schicken. Somit wird die sogenannte „Obere Schule“, „Hohe Schule“ oder „Patrizierschule“ als erste Schule Deutschlands nach den humanistischen Prinzipien Philipp Melanchthons eingerichtet, der deren Studienordnung mit den neu eingeführten Fächern Griechisch und Mathematik entworfen hat.

### Naturwissenschaften

#### Geowissenschaften

##### Geographie / Entdeckungen
- Die am 25. Juli 1525 gestartete glücklose Loaísa-Expedition unter García Jofre de Loaísa soll im Gefolge der Magellan-Expedition einen Seeweg zu den Gewürzinseln über den Atlantik und Pazifik durch Umrundung der Südspitze Südamerikas finden. Als Chefnavigator fungiert Juan Sebastián Elcano, der nach Magellans Tod (1521) dessen Weltumsegelung vollendet hatte. Die Expedition erreicht im Januar 1526 unter großen Schwierigkeiten Patagonien. Mitte Mai 1526 gelangt die Expedition mit vier verbliebenen Schiffen in den Pazifik. Schiffe und Mannschaft befinden sich bereits in einem erbärmlichen Zustand. Das Flaggschiff Santa Maria de la Victoria ist das einzige Schiff, das das Expeditionsziel erreicht, aber auf dem Weg zu den Molukken stirbt García Jofre de Loaísa am 30. Juli 1526 im Pazifischen Ozean und bereits fünf Tage später, am 4. August, stirbt auch Juan Sebastián Elcano an Unterernährung. Das Kommando auf der Santa Maria de la Victoria übernimmt Alonso de Salazar, der am 21. August 1526 die Marshallinseln entdeckt und wenige Tage später, am 5. September 1526 an Skorbut stirbt. Der Baske Martin Iñiguez de Carquizano, der als nächstes das Schiffskommando übernimmt, erreicht das Sultanat Tidore und wird dort vergiftet. Die Überlebenden der Loaísa-Expedition werden von den Portugiesen gefangen genommen. Andrés de Urdaneta, der bereits 1525 mit Loaísa losgesegelt ist, gelingt schließlich mit einigen Begleitern die Flucht. Bei ihrer Rückkehr nach Spanien 1536 haben sie nach Elcano und seiner Crew nach elfjähriger Odyssee die zweite europäische Umrundung der Erde vollendet.
- 3. April: Sebastiano Caboto verlässt mit einer Flotte von vier Schiffen (drei Schiffen und einer Karavelle) und etwa zweihundert Seeleuten Sanlúcar de Barrameda zu einer Erkundungsmission in den Pazifik durch die Magellanstraße, auf der Suche nach einer Route zu den Molukken, China und Japan. Er erreicht die Küste Brasiliens am 3. Juni und erkundet dann, ohne seine Anweisungen zu beachten, den Río de la Plata, wo er am 9. Juni 1527 die Festung Sancti Spíritus gründet.[10]
- Jorge de Meneses wird 1526 auf dem Weg von Malakka zu den Molukken zur neuguineischen Nordküste abgetrieben. Er gilt als europäischer Entdecker Neuguineas.

### Strukturwissenschaften

#### Mathematik
- Der französische Mathematiker, Astronom und Ingenieur Giovanni Francesco dal Sole veröffentlicht in Venedig bei Giovanni Francesco sein Buch Libretto di abaco, ein Standardwerk der Arithmetik. Das Buch behandelt grundlegende Operationen der Arithmetik wie Zählen, Addieren, Subtrahieren, Multiplizieren, Dividieren, Halbieren und Verdoppeln.[11]
- Der italienische Mathematiker Francesco Feliciano da Lazesio veröffentlicht in Venedig bei den Verlegern Francesco Bindoni und Maffeo Pasini sein Werk Libro di arithmetica & geometria speculativa & praticale, auch bekannt als Scala Grimaldelli. Das Buch besteht aus drei Teilen, die sich mit Arithmetik, Algebra und mit Geometrie und Vermessungstechniken befassen.[12][13]

#### Kryptographie
- Der italienische Kryptograf Jacopo Silvestri veröffentlicht in Rom bei Marcello Silber sein Buch Opus novum praefectis arcium. Das Buch bietet nützliche Anweisungen zum Verfassen und Entschlüsseln von Chiffren in verschiedenen Sprachen. Es gilt als das zweite gedruckte Werk über Kryptographie.[14]
- Gonzalo Fernández de Oviedo y Valdés veröffentlichte das Werk „Sumario de historia natural o De la natural Historia de las Indias“ (Über die Naturhistorie Westindiens)[1]. Toledo.

Neuveröffentlichungen 1526
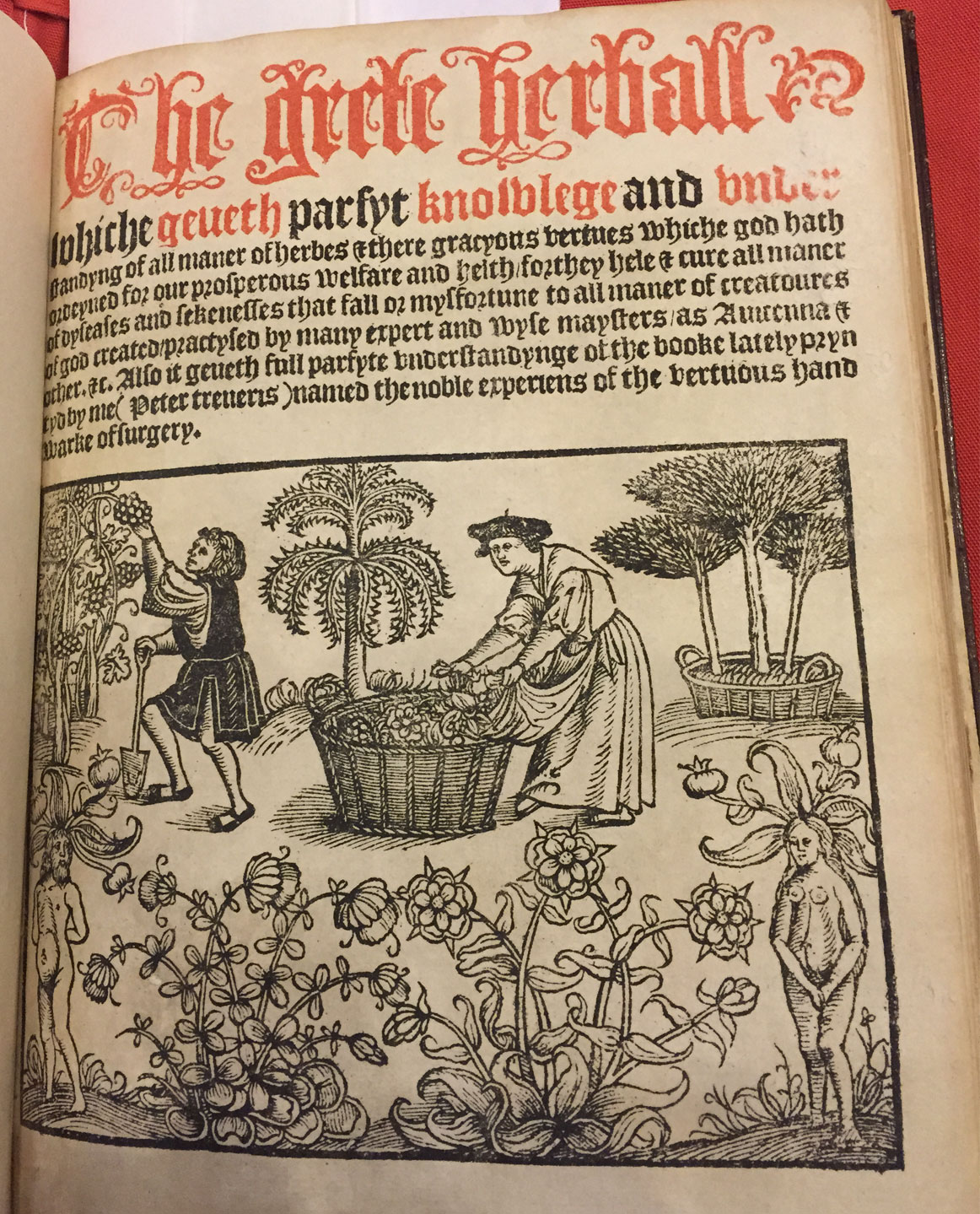
Peter Treveris – The Grete Herball (1526)
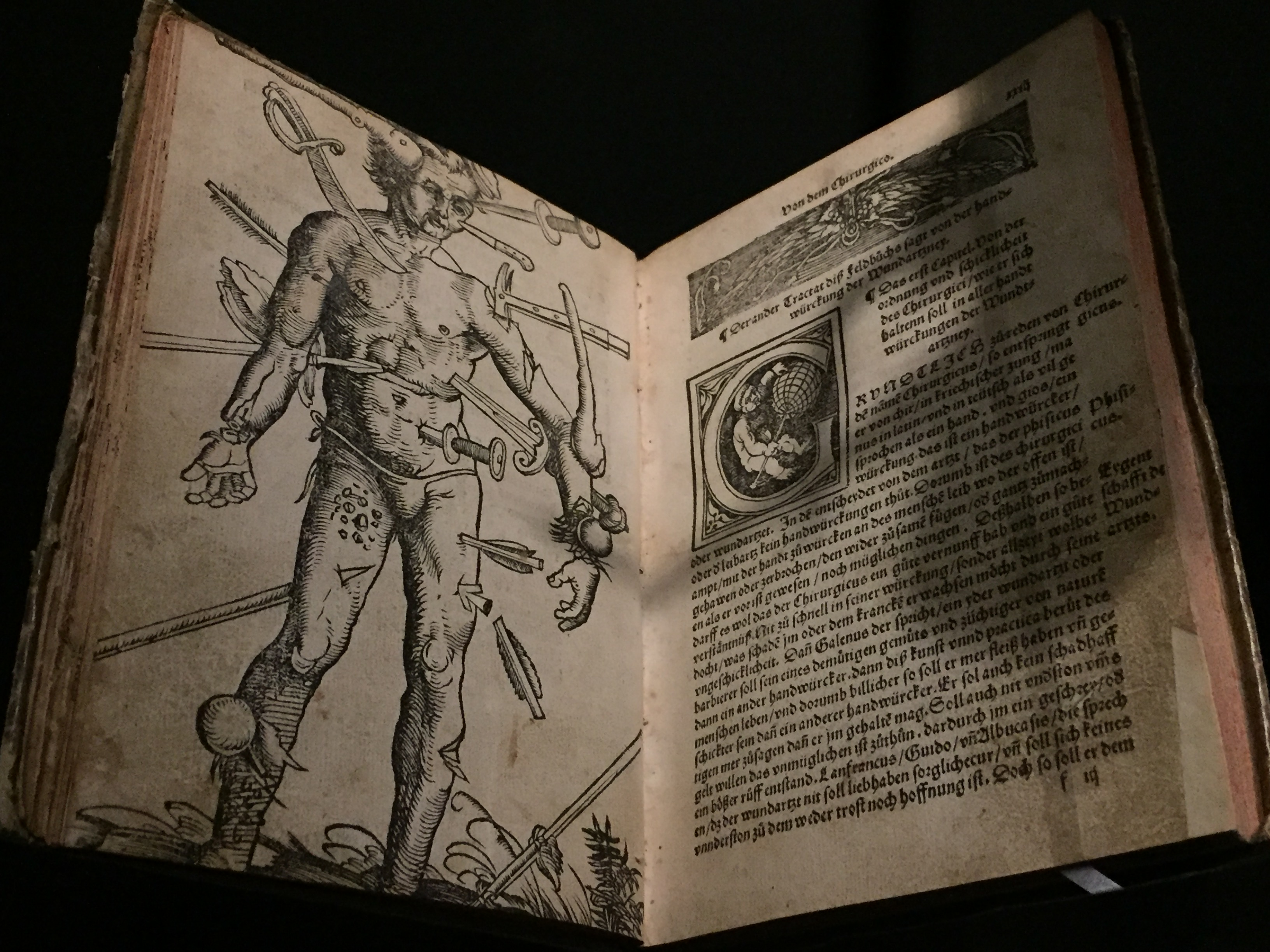
Hans von Gersdorff – Feldbuch der Wundarzney (1526)
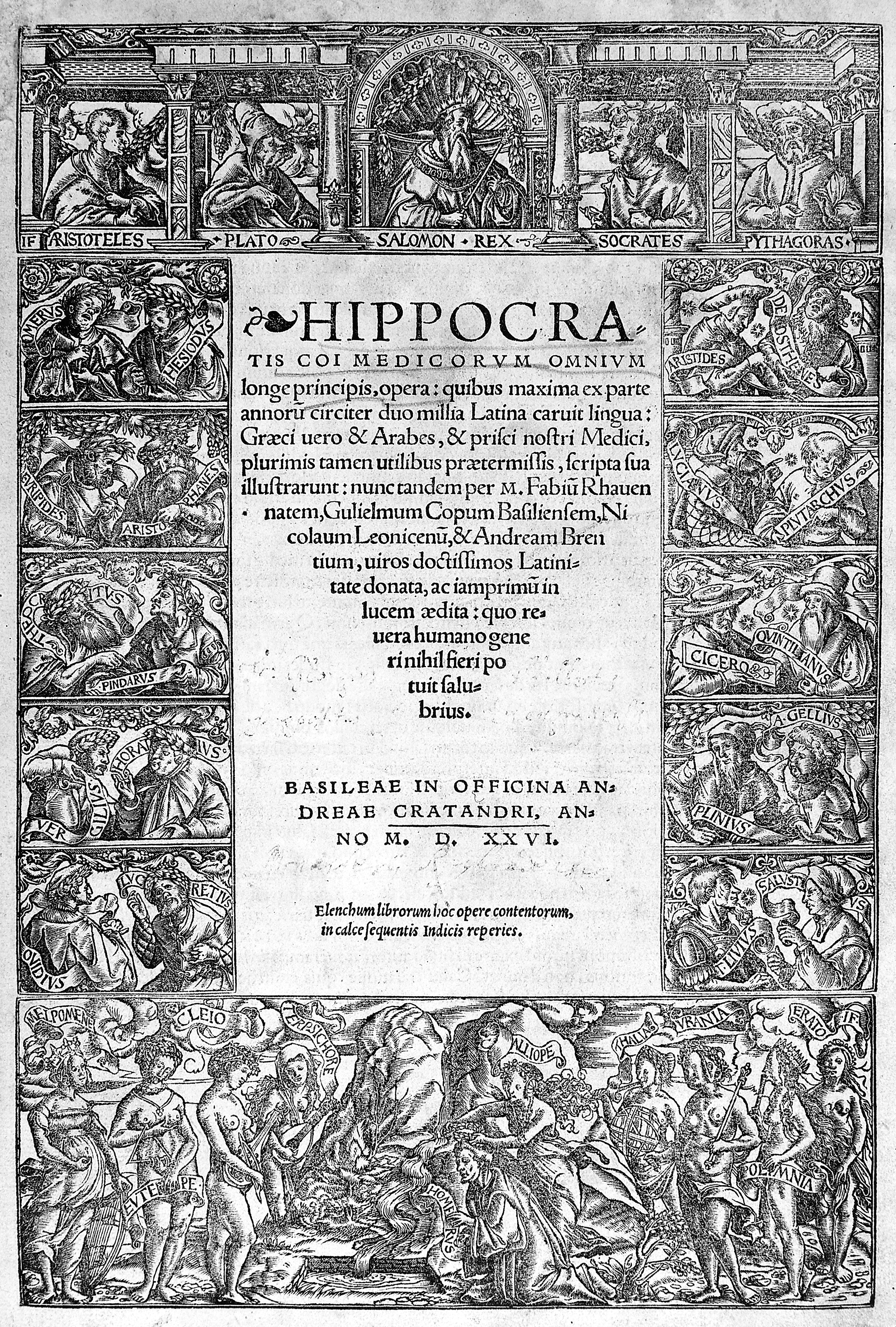
Hippocratis Coi medicorum omnium longe principis (1526)
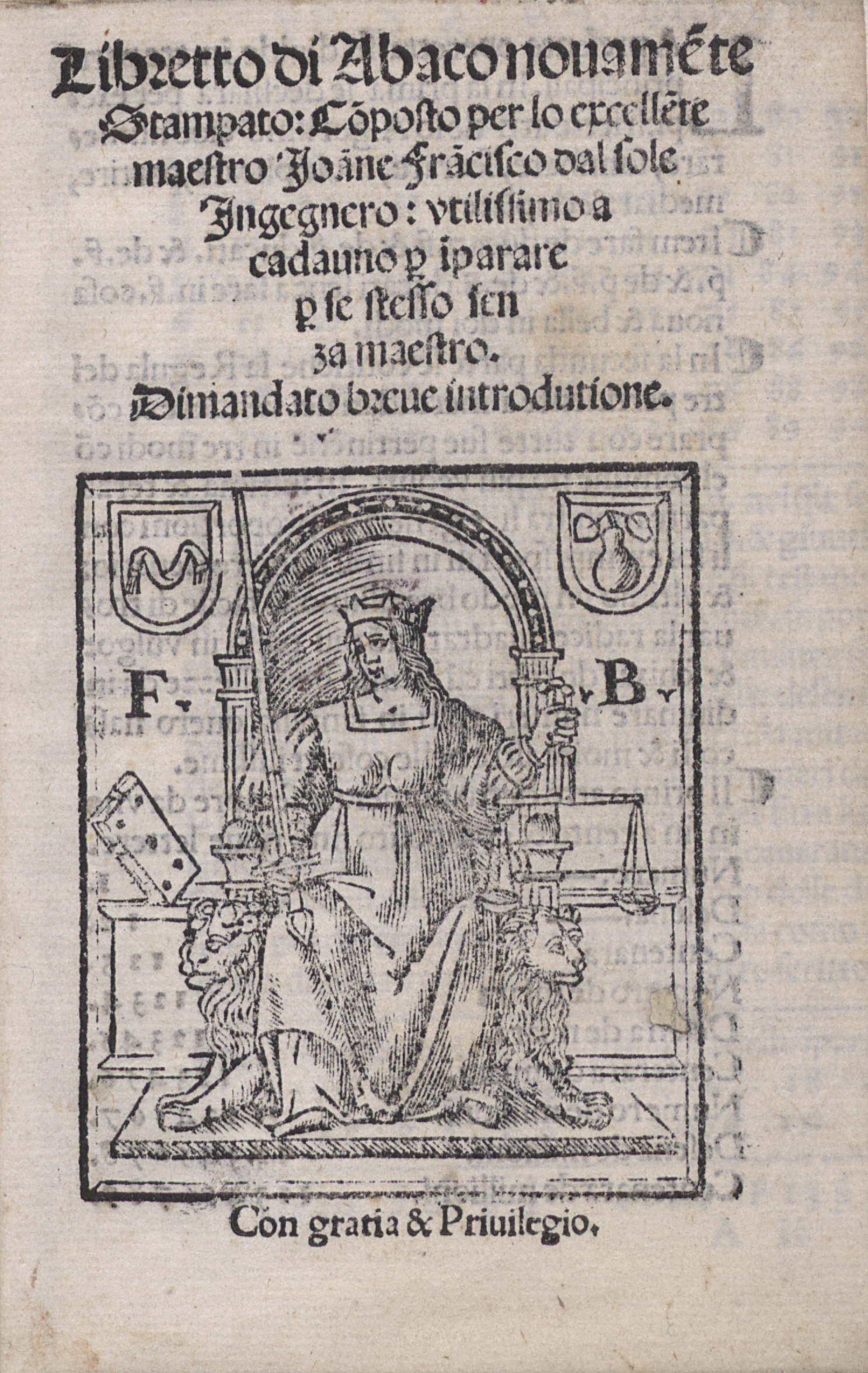
Giovanni Francesco dal Sole – Libretto di abaco (1526)
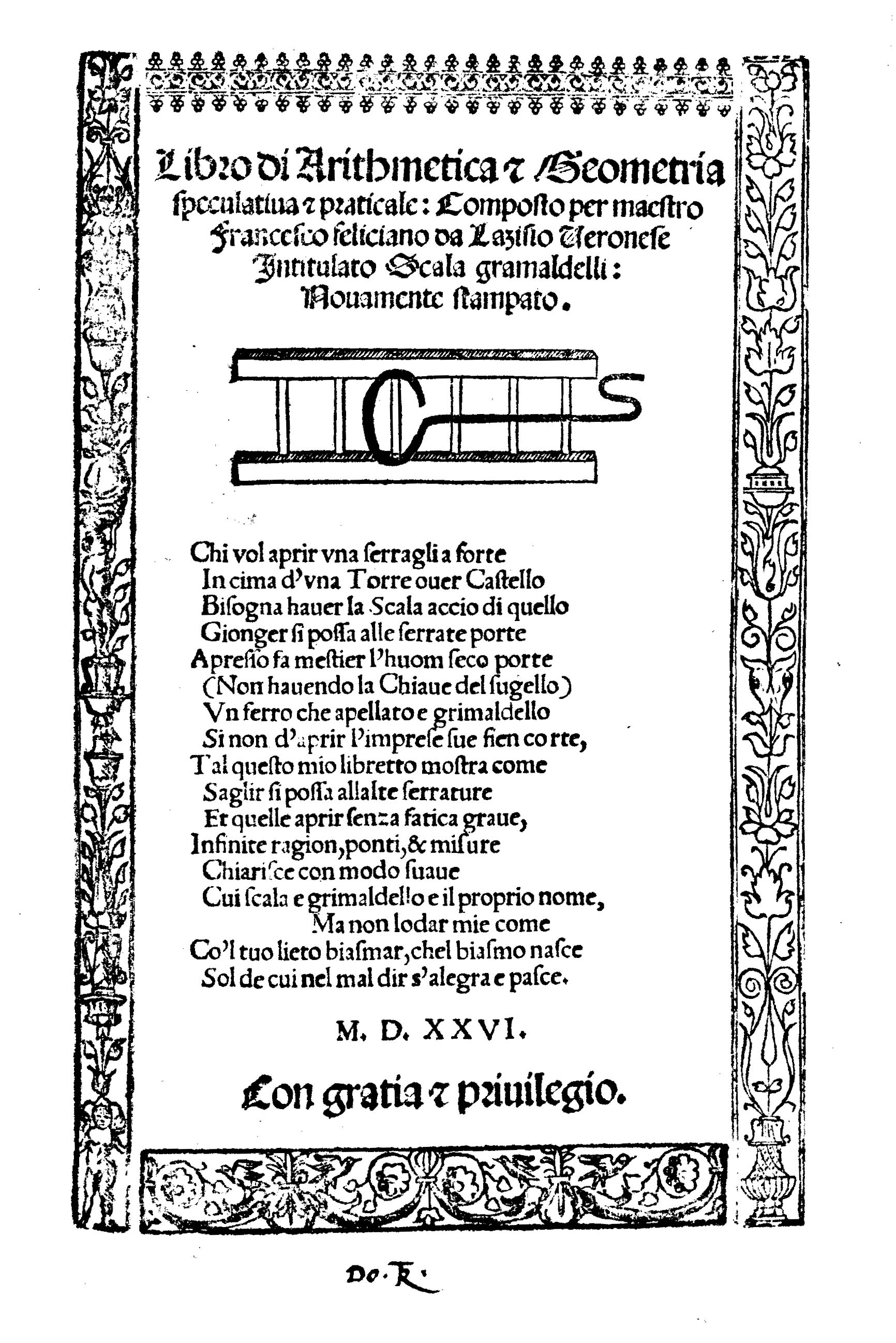
Francesco Feliciano da Lazesio – Libro di arithmetica & geometria speculativa & praticale (1526)
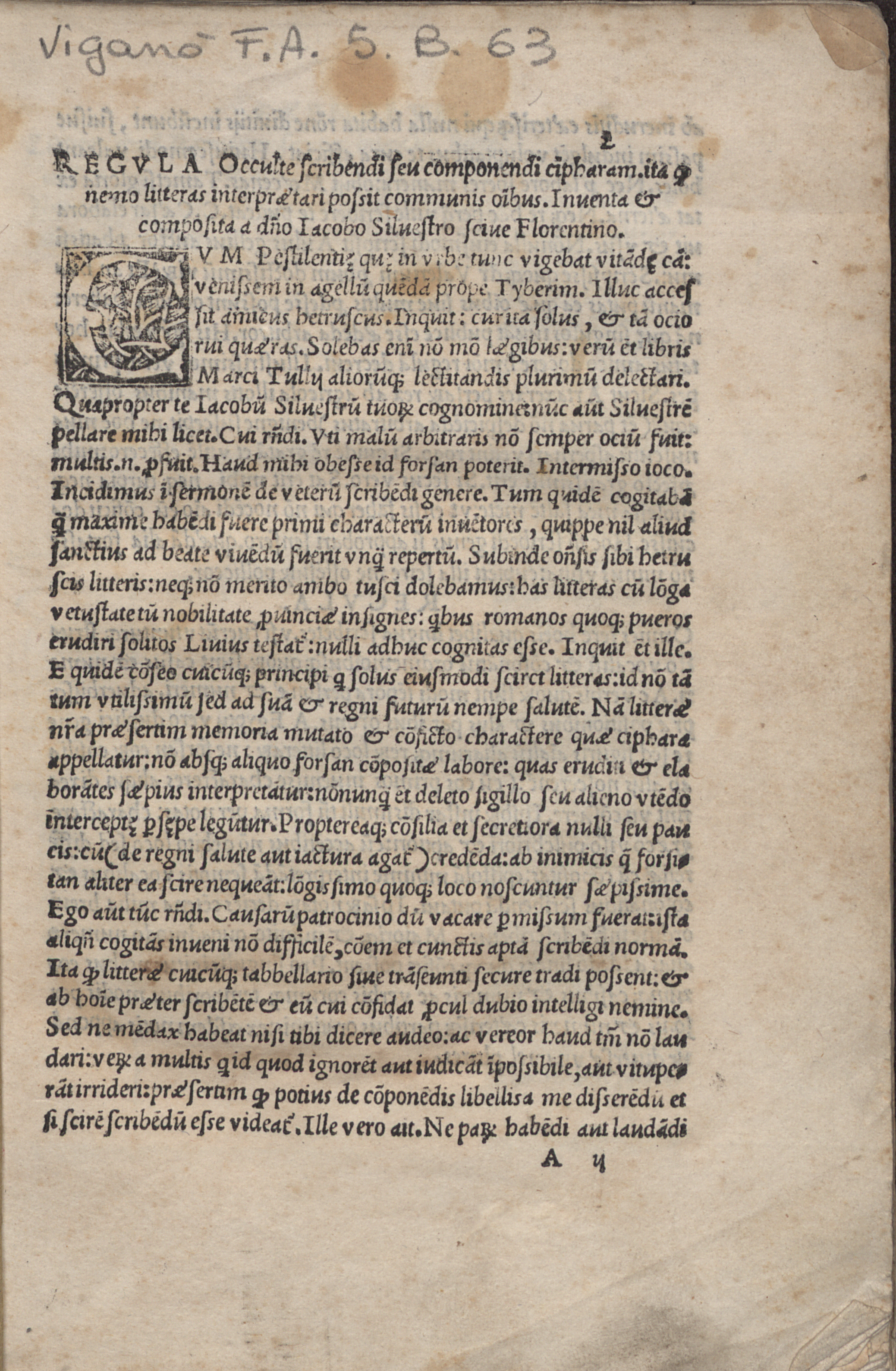
Jacopo Silvestri – Opus novum praefectis arcium (1526)

## Geboren

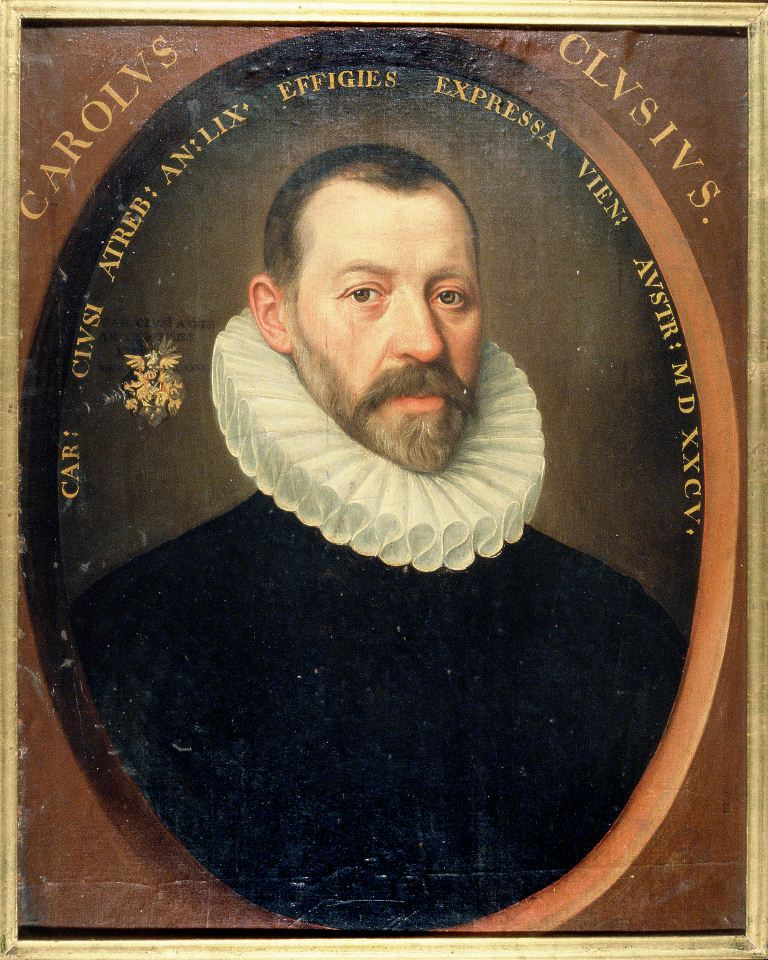
Charles de l’Écluse; * 19. Februar

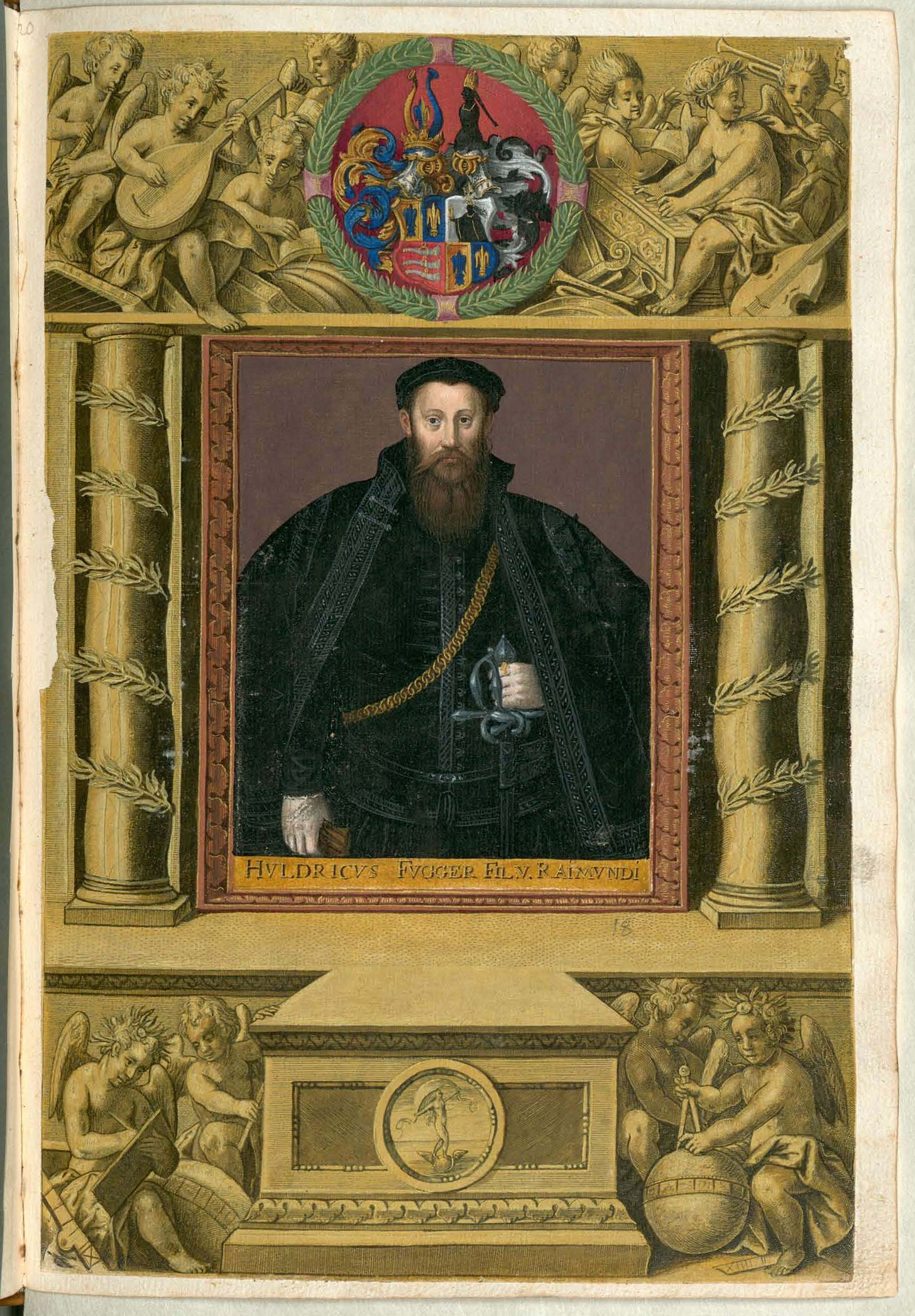
Ulrich Fugger; * 20. April

### Geburtsdatum gesichert
- 19. Februar: Charles de l’Écluse, niederländischer Gelehrter, Arzt und Botaniker († 1609)
- 21. Februar: Abraham Ulrich, deutscher evangelischer Theologe († 1577)
- 12. April: Marcus Antonius Muretus, französischer Humanist († 1585)

- 20. April: Ulrich Fugger, deutscher Humanist († 1584)
- 26. April: Nikolaus Jagenteufel, deutscher lutherischer Theologe und Pädagoge († 1583)
- 26. April: Matthias Stoius, deutscher Mathematiker und Mediziner († 1583)

- 22. Juli: Johann Stromer, deutscher Rechtswissenschaftler († 1607)

- 19. September: Martin Crusius, deutscher Altphilologe und Historiker († 1607)

### Genaues Geburtsdatum unbekannt
- Taqi ad-Din, osmanischer Universalgelehrter und Erfinder († 1585)
- Rafael Bombelli, italienischer Mathematiker († 1572)
- Adam de Craponne, französischer Ingenieur († 1576)
- Andreas Ellinger, deutscher Mediziner und neulateinischer Dichter († 1582)
- Johannes Matthaeus, deutscher evangelischer Theologe († 1588)

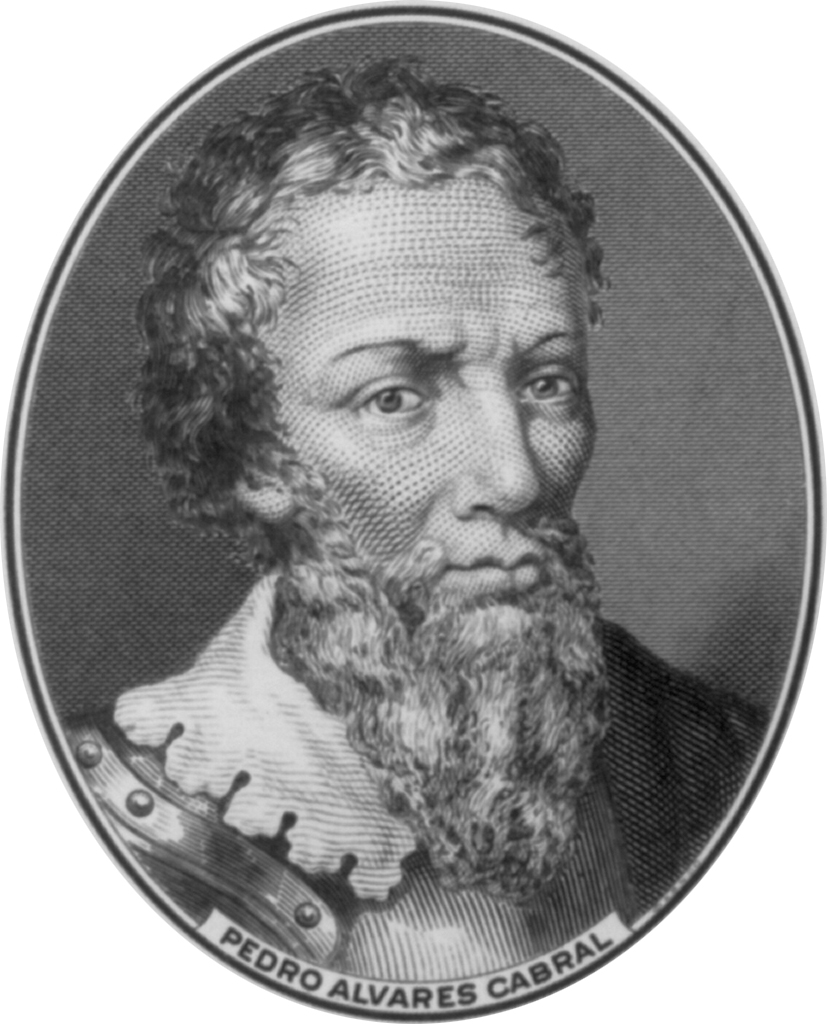
Pedro Álvares Cabral; † 1526

## Gestorben

### Todesdatum gesichert
- 06. März: Jakob Mennel, Historiograph und Genealoge (* um 1460)
- 30. März: Peter Burckhard, deutscher Mediziner und Hochschullehrer (* um 1461)
- 30. März: Mutianus Rufus, deutscher Humanist (* 1470)
- 30. Juli: García Jofre de Loaísa, spanischer Seefahrer (* um 1490)
- 04. August: Juan Sebastián Elcano, spanischer Seefahrer und Weltumsegler (* 1486/1487)
- 05. September: Alonso de Salazar, spanischer Entdecker (* unbekannt)
- 23. September: Eucharius Rösslin, deutscher Arzt und Apotheker (* 1470)
- 18. Oktober: Lucas Vázquez de Ayllón, spanischer Konquistador und Entdecker (* um 1478)
- 05. November: Scipione del Ferro, italienischer Mathematiker (* 1465)
- 15. November: Heinrich Winkelhofer, deutscher Rechtsgelehrter (* 1478)

### Genaues Todesdatum unbekannt
- Petrus Martyr von Anghiera, spanischer Geschichtsschreiber und Kartograf (* 1457)
- Elia Misrachi, jüdischer Gelehrter (* 1455)

- Jakob Salzmann, Schweizer Pädagoge und Reformator (* 1484)

### Gestorben um 1526
- Pedro Álvares Cabral: portugiesischer Seefahrer, einer der ersten Europäer in Brasilien (* um 1467)